# MS Norgoma
Le MS Norgoma était un cargo et un traversier de passagers canadiens, qui pouvait également transporter des automobiles. Construit à l'origine comme bateau à vapeur en 1950, il a principalement emprunté la route de son port d'attache d'Owen Sound à Sault-Sainte-Marie, offrant un voyage aller-retour de cinq jours, une fois par semaine, desservant les communautés isolées le long de la rive nord du lac Huron. Après sa conversion avec un moteur diesel, Norgoma a été transféré sur la célèbre route de ferry de l'île Manitoulin entre Tobermory et South Baymouth avec son navire jumeau SS Norisle , remplaçant le plus petit ferry, MS Normac, sur cette route.

## Historique
Norgoma a été construit aux chantiers navals de Collingwood en 1950, pour la Owen Sound Transportation Company (en). Il a remplacé le SS Manitoulin (en), qui a été retiré en 1949. 

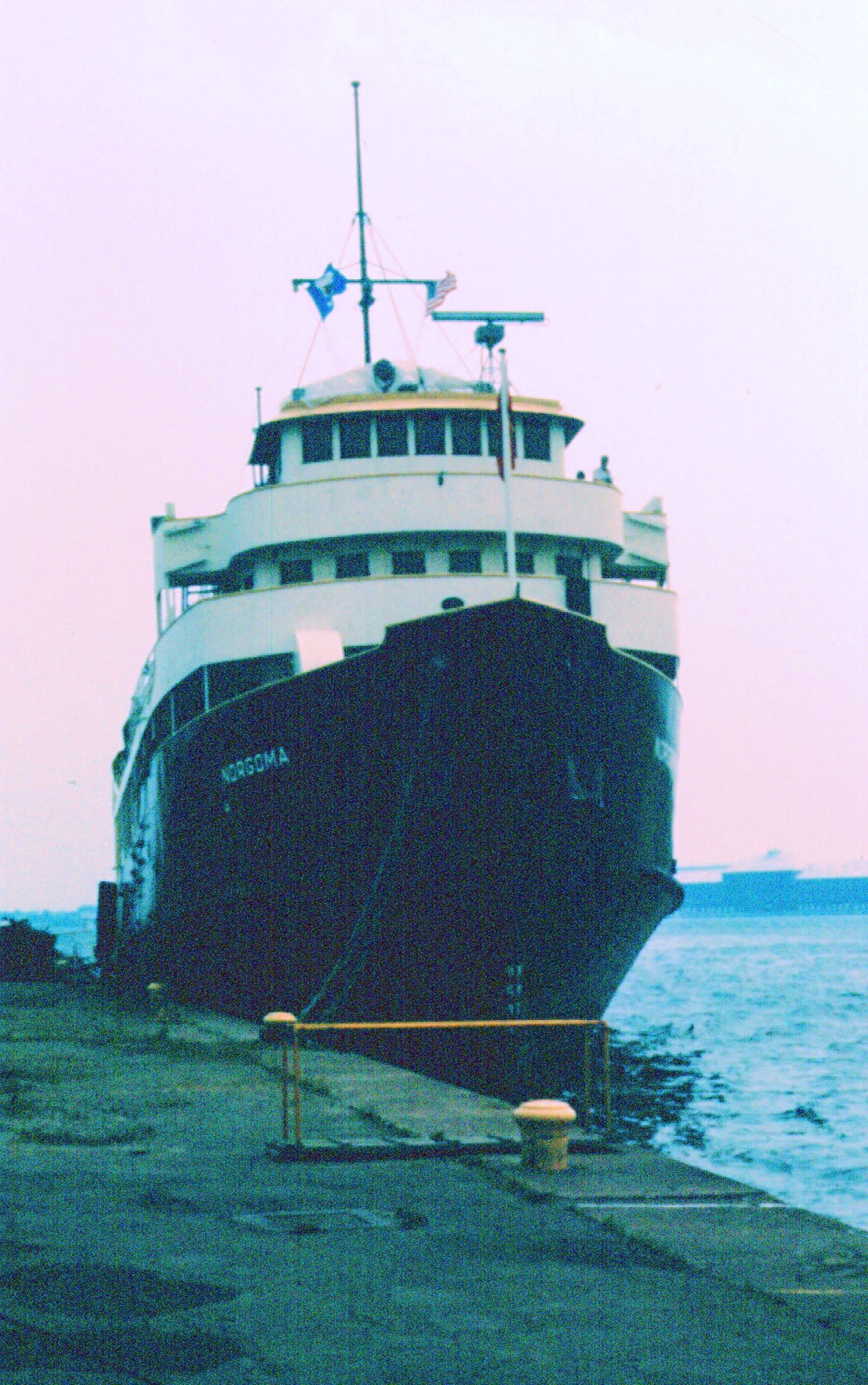
Norgoma en 1978

Norgoma a voyagé principalement sur la route du chenal Nord du lac Huron jusqu'en 1963. Les améliorations aux routes de l'Ontario, comme la route transcanadienne (route de la baie Georgienne) achevée en 1962, ont entraîné une concurrence féroce pour l'entreprise. Cette année-là, une route de 60 kilomètres a été construite dans le District de Sudbury à Killarney, le premier port d'escale pour le vapeur. Parallèlement, l'augmentation du trafic sur la route de l'île Manitoulin-Tobermory (Route 6) exigeait une plus grande capacité d'automobile que ses navires jumeaux SS Norisle et MS Normac ne pouvaient supporter.
En 1963, le navire a été réaménagé avec un moteur diesel pour remplacer sa machine à vapeur et sa chaudière d'origine, afin d'augmenter la capacité en automobile. Le MS Norgoma a fait ses débuts sur la piste de Tobermory en 1964. 
En 1974, Norgoma et Norisle ont été remplacés par le MS Chi-Cheemaun, beaucoup plus grand et plus moderne, qui pouvait accueillir plus de véhicules que les deux navires réunis. 

### Préservation

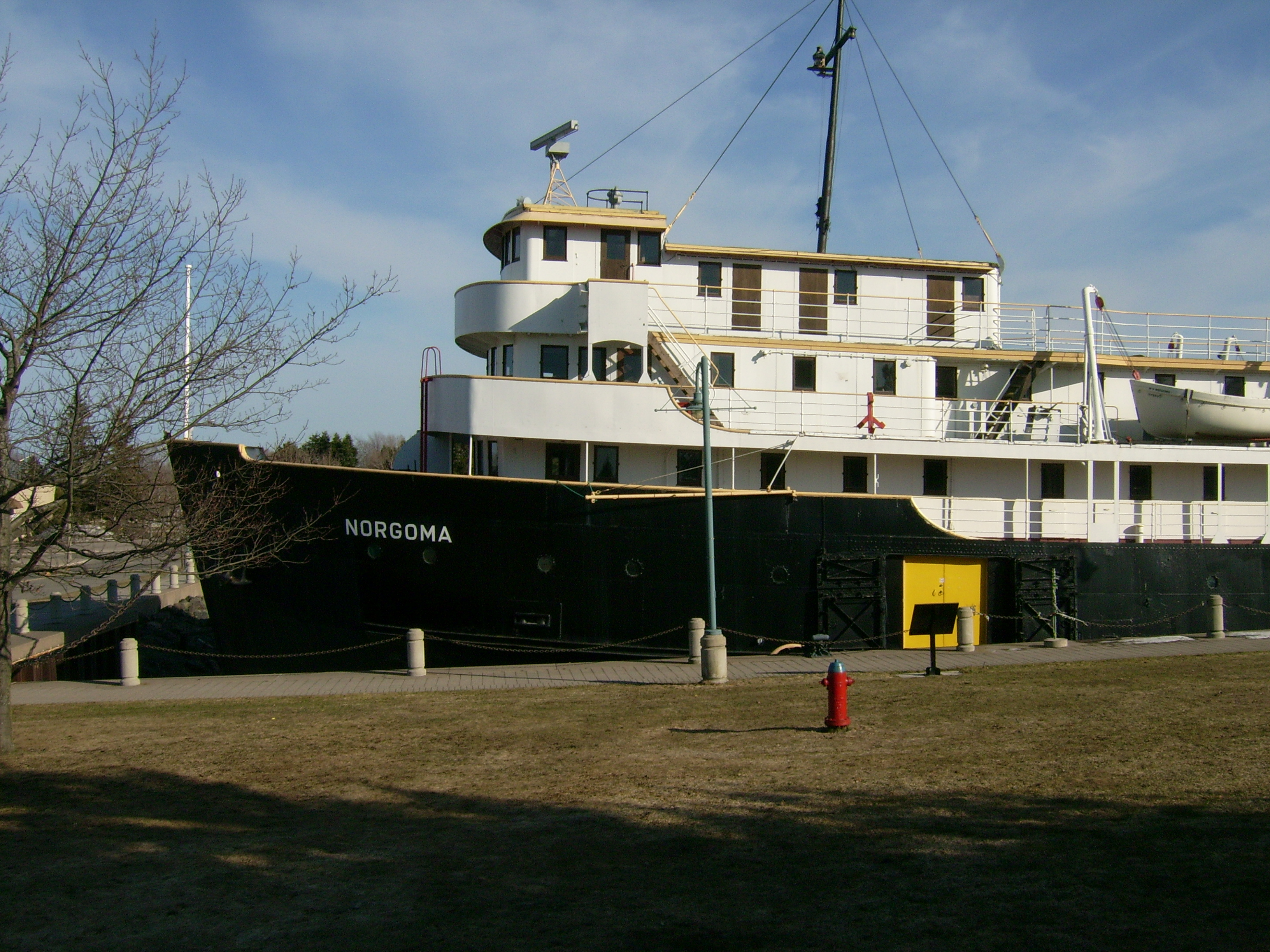
Norgoma à Sault Ste. Marie en 2013

Norgoma a été amarré comme navire musée à Sault-Sainte-Marie. En 1981, le navire a été transféré à un organisme de bienfaisance, le St. Mary's River Marine Heritage Centre. 
Au début de 2019, Le conseil municipal de Sault-Sainte-Marie a fait pression sur l'organisme de bienfaisance pour déplacer le Norgoma . L'organisme de bienfaisance a proposé de déplacer le navire vers un point d'amarrage au parc Roberta Bondar, où le bateau d'excursion Chief Shingwauk avait l'habitude d'embarquer les touristes. Cependant, les responsables de la ville ont souligné que le Norgoma était trop grand pour ce quai, empêchant les navires de croisière en visite de s'amarrer. 
Le 4 juin 2019, le Norgoma a été déplacé vers un autre site d'amarrage, sur une propriété qui appartenait auparavant à Algoma Steel, un site non ouvert au public. En septembre 2019, invoquant une violation de l'accord de 1981, la Ville a repris le navire et l'a mis en vente.
En 2020 un projet de déplacement du Norgoma à Tobermory  devrait se concrétiser,.